# مقاطعة ماريبوسا (كاليفورنيا)
مقاطعة ماريبوسا (بالإنجليزية: Mariposa County)‏ هي إحدى مقاطعات ولاية كاليفورنيا في الولايات المتحدة الأمريكية.